# 에세키보아일랜즈웨스트데메라라주

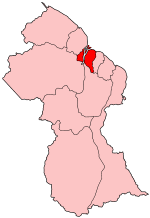
에세키보아일랜즈웨스트데메라라주의 위치

에세키보아일랜즈웨스트데메라라주(영어: Essequibo Islands-West Demerara)는 가이아나 북부에 위치한 주로 주도는 브레드엔호프이며 면적은 3,755km2, 인구는 107,416명(2012년 기준), 인구 밀도는 29명/km2이다. 북쪽으로는 대서양, 동쪽으로는 데메라라마하이카주, 남쪽으로는 어퍼데메라라버비스주, 서쪽으로는 포메룬수페남주와 접한다.